# Valley Brook
Valley Brook är en kommun (town) i Oklahoma County i Oklahoma.  Vid 2020 års folkräkning hade Valley Brook 665 invånare.